# Kate Aizsila
Kate Aizsila (Riga, 3 maggio 1994) è un'ex cestista lettone.

## Carriera
Con la Lettonia ha disputato i Campionati europei del 2015.